# 皮拉蒂宁加
皮拉蒂宁加是巴西圣保罗州的一个市镇。总面积397.207平方公里，总人口11287人，人口密度28.4人/平方公里。